# Советская система разграфки и номенклатуры топографических карт

Земной шар, разделённый на зоны проекции Гаусса — Крюгера

Рис. 1. Развёртка карт проекции Гаусса — Крюгера на плоскую поверхность

Советская система разграфки и номенклатуры топографических карт — система деления земной поверхности на отдельные листы топографических карт и их обозначения, использовавшаяся в СССР, Болгарии, Польше, Чехословакии и Монголии и до сих пор применяемая в Украине и Российской Федерации.
Карты составляются в равноугольной поперечно-цилиндрической проекции Гаусса — Крюгера, вычисленной по параметрам эллипсоида Красовского для шестиградусной зоны.

## История системы разграфки и номенклатуры топографических карт в России

### Период с 1918 по 1945 год
14 сентября 1918 года вышел декрет Совета Народных Комиссаров РСФСР «О введении международной метрической системы мер и весов». В связи с этим перед Корпусом военных топографов (КВТ) Рабоче-крестьянской Красной армии встали сложные задачи, связанные с выбором наиболее рациональных масштабов съёмок и карт, перевычислением координат геодезических пунктов, заменой инструментов и приборов.
Решение этих задач требовало много времени, огромных усилий и в условиях гражданской войны было неосуществимым.
По указанию Всероссийского главного штаба Революционного военного совета Республики Корпус военных топографов разработал в конце 1918 года проект перехода от карт верстовых масштабов к картам метрических масштабов. Объявлен приказом по КВТ № 48 от 4 апреля 1919 года. Проект предусматривал:
- Для съёмочных брульонов (черновиков) и карт всех масштабов, до 1:1 000 000 включительно, принять многогранную проекцию.
- Сторонами рамок планов и карт должны быть меридианы и параллели.
- Начальным меридианом при счёте долгот принять международный Гринвичский меридиан.
- Установить строго определённое, ограниченное число основных и обязательных масштабов: для съёмок — 1:25 000, 1:50 000 и 1:100 000, для составления карт — 1:100 000, 1:300 000 и 1:1 000 000.
- Полувёрстный масштаб съёмки (1:21 000) заменить масштабом 1:25 000, горизонтали проводить через 5 метров, полугоризонтали — через 2,5 метра. В этом масштабе снимать наиболее пересечённые контурами и культурные районы и рубежи, имеющие значение в военном отношении.
- Одновёрстный масштаб съёмки (1:42 000) заменить масштабом 1:50 000, горизонтали проводить через 10 метров, полугоризонтали — через 5 метров. В этом масштабе производить топографические съёмки местности, сравнительно мало пересечённой контурами и с несложным рельефом, каковой представляется большая часть Европейской России.
- Разбивку рамок планшетов в масштабах 1:25 000 и 1:50 000 производить с таким расчётом, чтобы в одном планшете масштаба 1:50 000 заключалось целое число (четыре) планшетов масштаба 1:25 000.
- Размеры съёмочных брульонов масштаба 1:25 000 установить 7,5' (угловых минут) по долготе и 5' (угловых минут) по широте, а масштаба 1:50 000 — 15' по долготе и 10' по широте.
- Двухвёрстный масштаб съёмки (1:84 000) заменить масштабом 1:100 000, горизонтали проводить через 10 или 20 метров в зависимости от характера рельефа.
- Размеры листов карты масштаба 1:100 000 установить по долготе 30' и по широте 20'.
- В листе карты масштаба 1:100 000 должно быть четыре листа карты масштаба 1:50 000 и 16 листов карты масштаба 1:25 000.
- Вместо существующих карт масштабов 2, 3, 5, 10, 20 и 25 вёрст в дюйме установить три основных и обязательных масштаба — 1:100 000, 1:300 000 и 1:1 000 000, что позволит провести реформу в издательстве карт в кратчайший срок и с наименьшей затратой сил и средств.
- Карта масштаба 1:300 000 должна заменить собой пятивёрстную и десятивёрстную специальные карты.
- Рельеф на карте масштаба 1:300 000 изображать горизонталями проводимыми через 20 метров, а при отсутствии точных картографических материалов — отмывкой.
- Размеры листов карты масштаба 1:300 000 установить по долготе 2°, а по широте 1°.
- В одном листе карты масштаба 1:300 000 должно быть 12 листов карты масштаба 1:100 000.
- Для листа карты масштаба 1:1 000 000 принять установленные Международным географическим конгрессом размеры по долготе 6° и по широте 4°.

В ходе обсуждения этого проекта в него были внесены изменения и дополнения. Для топографических съёмок, например, предлагалось ввести дополнительный масштаб 1:10 000, а для составления и издания карт установить масштабы: 1:25 000, 1:50 000, 1:100 000, 1:200 000, 1:500 000 (вместо 1:300 000) и 1:1 000 000. Академия наук считала необходимым поддерживать на уровне современности и издавать такие обзорные карты, как 20-, 40- и 100-вёрстная.
Принятый в последующем масштабный ряд советских топографических карт включал все предлагавшиеся масштабы.
Переход к топографическим съёмкам и составлению карт в метрической системе частями КВТ РККА, а также Высшим геодезическим управлением Высшего совета народного хозяйства начал осуществляться с 1923 года, а всеми остальными учреждениями и ведомствами страны, выполнявшими топогеодезические и картографические работы — с 1927 года.

## Карты масштаба 1:1 000 000

Рис. 2. Разграфка на листы миллионной карты территории бывшего Советского Союза

В основу номенклатуры топографических карт положена карта масштаба 1:1 000 000 (10 км в 1 см; так называемые «миллионки», Рис. 2).
Вся поверхность Земли делится параллелями на ряды (через 4°), а меридианами — на колонны (через 6°); стороны образовавшихся трапеций служат границами листов карты масштаба 1:1 000 000. Ряды обозначаются заглавными латинскими буквами от А до V, начиная от экватора к обоим полюсам, а колонны — арабскими цифрами, начиная от меридиана 180° с запада на восток. Номенклатура листа карты состоит из буквы ряда и номера колонны. Например, лист с городом Москва обозначается N-37.
Приполярные круглые области (с широтой свыше 88°) обозначаются буквой Z без указания номера колонны.

### Для широт свыше 60°
Листы миллионных карт, расположенные между широтами 60—76°, сдваиваются по долготе; так, лист карты масштаба 1:1 000 000 будет иметь протяжённость по долготе не 6°, а 12°. Выше широты 76° карты счетверяются и занимают 24° долготы. За параллелью 88° находится лист Z, занимающий все 360° долготы.
Сдвоенные листы миллионной карты обозначаются указанием ряда (буквой) и двух соответствующих колонн (нечётным и последующим чётным числом); например, лист карты масштаба 1:1 000 000 на район города Мурманска имеет номенклатуру R-35,36.
Счетверённые листы образуются схожим образом, четыре колонны перечисляются через запятую. Например, лист карты для западной части Земли Франца-Иосифа имеет номенклатуру U-37,38,39,40.

## Карты масштаба 1:500 000

Рис. 3. Пример разграфки листа миллионной карты на карты масштаба 1:500 000 (синие), 1:200 000 (зелёные) и 1:100 000 (жёлтые)

Карты масштаба 1:500 000 (5 км в 1 см) являются четвёртой частью листа карты 1:1 000 000 и обозначаются номенклатурой листа миллионной карты с добавлением одной из заглавных букв А, Б, В, Г русского алфавита, обозначающих соответствующую четверть (рис. 3). Например, лист карты масштаба 1:500 000 с городом Рязань имеет номенклатуру N-37-Б.

### Для широт свыше 60°
Карты масштаба 1:500 000 за широтой 60° сдваиваются до широты 88°. Например, лист карты для Белушьей Губы будет иметь номенклатуру R-39-А,Б.

## Карты масштаба 1:300 000
Карты масштаба 1:300 000 начали издаваться с 1947 года. По детальности приближаются к стотысячным картам. Выпускались только для территорий СССР.
Карты масштаба 1:300 000 (3 км в 1 см) образуются делением миллионного листа на 9 частей; их номенклатура состоит из обозначения листа карты масштаба 1:1 000 000 с добавлением одной из римских цифр I, II, III, IV, …, IX. В отличие от карт масштаба 1:200 000, римская цифра ставится впереди номенклатуры миллионного листа. Например, лист с городом Вильнюс имеет номенклатуру I-N-35.

## Карты масштаба 1:200 000
Карты масштаба 1:200 000 (2 км в 1 см) образуются делением миллионного листа на 36 частей (рис. 3); их номенклатура состоит из обозначения листа карты масштаба 1:1 000 000 с добавлением одной из римских цифр I, II, III, IV, …, XXXVI. Например, лист с городом Рязань имеет номенклатуру N-37-XVI.

### Для широт свыше 60°
Карты масштаба 1:200 000 между широтами 60° и 76° сдваиваются: римские цифры разделяются запятой. Например, R-38-XXXI,XXXII.
За широтой 76° карты страиваются, и листы также перечисляются через запятую: U-40-XXXI,XXXII,XXXIII.

## Карты масштаба 1:100 000
Карты масштаба 1:100 000 (1 км в 1 см) получаются делением листа миллионной карты на 144 части (рис. 3); их номенклатура состоит из обозначения листа карты масштаба 1:1000000 с добавлением одного из чисел 1, 2, 3, 4, …, 143, 144. Например, лист стотысячной карты с городом Рязань имеет номенклатуру N-37-56.
Во избежание путаницы с картами масштабов 1:500 000 и 1:200 000 (для которых существуют сходные альтернативные обозначения), карты этого масштаба могут обозначаться трёхзначными арабскими цифрами без потери начальных нулей, например: О-37-050.

## Карты масштабов 1:50 000 и 1:25 000

Рис. 4. Пример разграфки листа стотысячной карты на карты масштаба 1:50 000 (синие) и 1:25 000 (зелёные)

Лист карты масштаба 1:50 000 (500 м в 1 см) образуется делением листа карты масштаба 1:100 000 на четыре части (рис. 4); его номенклатура состоит из номенклатуры стотысячной карты и одной из заглавных букв А, Б, В, Г русского алфавита. Например, N-37-56-А.
Лист карты масштаба 1:25 000 (250 м в 1 см) получается делением листа карты масштаба 1:50 000 на четыре части; номенклатура его образуется из номенклатуры пятидесятитысячной карты с добавлением одной из строчных букв а, б, в, г русского алфавита; например, N-37-56-А-б.

## Карта масштаба 1:10 000
Лист карты масштаба 1:10 000 (100 м в 1 см) образуется делением листа карты масштаба 1:25 000 на четыре части; номенклатура его образуется из номенклатуры двадцатипятитысячной карты с добавлением арабской цифры от 1 до 4; например, N-37-56-А-б-1.

## Планы и карты масштабов 1:5000 и 1:2000
Для планов масштабов 1:5000 (50 м в 1 см) и 1:2000 (20 м в 1 см) применяется два вида разграфки — трапециевидная, в которой рамками планов служат параллели и меридианы, и прямоугольная, в которой рамки совмещают с линиями сетки прямоугольных координат. Для объектов площадью свыше 20 км². как правило, принимается трапециевидная разграфка.
Для топографических карт масштабов 1:5000 и 1:2000 протяжённость зон в проекции Гаусса — Крюгера составляет 3°.
При трапециевидной разграфке границы листов планов масштаба 1:5000 получают делением листа масштаба 1:100 000 на 256 частей (16×16), которые нумеруют от 1 до 256. Номенклатура, например листа № 70, записывается так N-37-87(70).
Разграфку листов масштаба 1:2000 получают делением листа масштаба 1:5000 на 9 частей (3×3) и обозначают добавлением буквы русского алфавита, например, N-37-87(70-и).
Севернее параллели 60° планы по долготе сдваиваются.
Размеры рамок при трапециевидной разграфке устанавливается:
| Масштаб | По широте | По долготе | Площадь        |
| ------- | --------- | ---------- | -------------- |
| 1:5000  | 1' 15,0"  | 1' 52,5"   | 4 км² (400 га) |
| 1:2000  | 25,0"     | 37,5"      | 1 км² (100 га) |

Для связи приведённой выше разграфки с прямоугольной системой координат, на планы наносится сетка прямоугольных координат, линии которой проводятся через 10 см.
Для топографических планов, создаваемых на города, населённые пункты и на участки площадью менее 20 км², а также для топографических планов, создаваемых на участках площадью более 20 км² со сложной конфигурацией, как правило, принимается прямоугольная разграфка.
За основу разграфки принимается лист масштаба 1:5000 (с размерами рамок 40х40 см), обозначаемый арабскими цифрами. Ему соответствуют 4 листа масштаба 1:2000 (размером 50х50 см), каждый из которых обозначается присоединением к номеру листа масштаба 1:5000 одной из первых четырёх прописных букв русского алфавита (А, Б, В, Г), например: 4-Б.

## Планы масштабов 1:1000 и 1:500
Для топографических планов масштабов 1:1000 (10 м в 1 см) и 1:500 (5 м в 1 см) всегда применяется прямоугольная разграфка с размерами рамок 50 × 50 см. Листу масштаба 1:2000 соответствуют 4 листа масштаба 1:1000, обозначаемых римскими цифрами (I, II, III, IV), и 16 листов масштаба 1:500, обозначаемых арабскими цифрами (1, 2, 3, 4, 5, …, 16). Номенклатура листов масштабов 1:1000 и 1:500 складывается из номенклатуры листа масштаба 1:2000 и соответствующей римской цифры для листа масштаба 1:1000 или арабской цифры для листа масштаба 1:500, например: 4-Б-IV, или для 1:500 — 4-Б-16. Система разграфки листов планов обязательно устанавливается в техническом проекте (программе) работ. На одном листе плана масштаба 1:1000 изображается участок площадью 25 га, на листе плана масштаба 1:500 — 6,25 га.

## Общие замечания
На листах карт на южное полушарие к номенклатуре листа добавляется подпись в скобках Ю. П.; например, А-32-Б (Ю. П.).
Строго говоря, топопланы не создаются от ГГС (Государственной Геодезической Сети). С 1 января 2017 года все геодезические и картографические работы, предусматривающие создание новых пространственных данных в государственной системе координат, должны выполняться только в геодезической системе координат 2011 года (ГСК-2011). Однако, после 1 января 2017 года срок действия системы геодезических координат 1995 года (СК-95) и системы геодезических координат 1942 года (СК-42) был продлён[кем?] и осуществляется переход к ГСК-2011. Национальным стандартом РФ ГОСТ Р 59562—2021 «Съёмка аэрофототопографическая: Технические требования» вводится определение «государственного топографического плана».
При такой прямоугольной разграфке, планы масштабов 1:2 000, 1:1 000 и 1:500 сквозной номенклатуры не имеют и могут быть отнесены к любому листу масштаба 1:5 000. То есть локальная система координат устанавливается на отдельные участки местности картографирования, площадью 3000—5000 км², что ответствует 2 листам масштаба 1:100 000, и не всегда связана с общегосударственной. Может находится, как в труднодоступных районах страны, так в плотно заселённых.

## Сводная таблица масштабов карт и планов
| Масштаб     | км на местности в 1 см карты | Название карты                      | Протяжение листа         | Протяжение листа         | Протяжение листа            | Протяжение листа            | Число листов на лист масштаба 1:1000000 | Пример номенклатуры листа | Тип карт         |
| Масштаб     | км на местности в 1 см карты | Название карты                      | По широте (по вертикали) | По широте (по вертикали) | По долготе (по горизонтали) | По долготе (по горизонтали) | Число листов на лист масштаба 1:1000000 | Пример номенклатуры листа | Тип карт         |
| Масштаб     | км на местности в 1 см карты | Название карты                      | в градусах               | в километрах             | в градусах                  | в километрах                | Число листов на лист масштаба 1:1000000 | Пример номенклатуры листа | Тип карт         |
| ----------- | ---------------------------- | ----------------------------------- | ------------------------ | ------------------------ | --------------------------- | --------------------------- | --------------------------------------- | ------------------------- | ---------------- |
| 1:1 000 000 | 10                           | Миллионная                          | 4°                       | ок. 445                  | 6°                          | до 668                      | 1                                       | N-37                      | Мелкомасштабные  |
| 1:500 000   | 5                            | Пятисоттысячная, или полумиллионная | 2°                       | ок. 222                  | 3°                          | до 334                      | 4                                       | N-37-A                    | Мелкомасштабные  |
| 1:300 000   | 3                            | Трёхсоттысячная                     | 1°20′                    | ок. 148                  | 2°                          | до 222                      | 9                                       | III-N-37                  | Среднемасштабные |
| 1:200 000   | 2                            | Двухсоттысячная                     | 40′                      | ок. 74                   | 1°                          | до 111                      | 36                                      | N-37-XXVI                 | Среднемасштабные |
| 1:100 000   | 1                            | Стотысячная                         | 20′                      | ок. 37                   | 30′                         | до 56                       | 144                                     | N-37-144                  | Среднемасштабные |
| 1:50 000    | 0,5 (500 м)                  | Пятидесятитысячная                  | 10′                      | ок. 19                   | 15′                         | до 28                       | 576                                     | N-37-144-Г                | Крупномасштабные |
| 1:25 000    | 0,25 (250 м)                 | Двадцатипятитысячная                | 5′                       | ок. 9,3                  | 7′ 30″                      | до 14                       | 2304                                    | N-37-144-Г-г              | Крупномасштабные |
| 1:10 000    | 0,1 (100 м)                  | Десятитысячная                      | 2′ 30″                   | ок. 4,6                  | 3′ 45″                      | до 7                        | 9216                                    | N-37-144-Г-г-4            | Крупномасштабные |
| 1:5 000     | 0,05 (50 м)                  | Пятитысячная                        | 1′ 15″ или 40 см         | ок. 2,3 или 2,0          | 1′ 52,5″ или 40 см          | до 3,5 или 2,0              | 36864                                   | N-37-144-(256) или 4      | Карты или Планы  |
| 1:2 000     | 0,02 (20 м)                  | Двухтысячная                        | 25″ или 50 см            | ок. 0,77 или 1,0         | 37,5″ или 50 см             | до 1,2 или 1,0              | 331776                                  | N-37-144-(256-и) или 4-Б  | Карты или Планы  |
| 1:1 000     | 0,01 (10 м)                  | Тысячная                            | 50 см                    | 0,5                      | 50 см                       | 0,5                         | -                                       | 4-Б-IV                    | Планы            |
| 1:500       | 0,005 (5 м)                  | Пятисотка                           | 50 см                    | 0,25                     | 50 см                       | 0,25                        | -                                       | 4-Б-16                    | Планы            |

Система разграфки листов планов обязательно устанавливается в техническом проекте (программе) работ. При прямоугольной разграфке, планы сквозной номенклатуры не имеют и могут быть отнесены к любому листу масштаба 1:5 000.

## Прямоугольная (километровая) сетка координат

Рис. 5. Пример соответствия прямоугольных координат (синие линии и цифры) листам миллионной карты (чёрные линии и обозначения)

Пример алгоритма перевода из географических координат в прямоугольные приведён в Викиучебнике.
Для определения по топографической карте положения точки при помощи прямоугольных зональных координат на карту наносят сетку координат x и y, выраженных в километрах. Она образована системой линий, параллельных изображению осевого меридиана зоны (вертикальные линии сетки) и перпендикулярных к нему (горизонтальные линии сетки). Расстояния между соседними линиями координатной сетки зависят от масштаба карты. Например у карты 1:200 000 расстояние между линиями километровой сетки составляет 2 см (4 км); у карты масштаба 1:100 000 — 2 см (2 км); у карты 1:50 000 — 2 см (1 км); у карты 1:25 000 — 4 см (1 км).
Прямоугольная сетка координат является непрерывной для каждой из 60 зон на поверхности Земли, совпадающих с 60 колоннами листов карт масштаба 1:1 000 000. Различие заключается лишь в их нумерации: так как счёт координатных зон ведётся от нулевого (Гринвичского) меридиана, а счёт колонн листов миллионной карты от 180-го меридиана, то номер зоны отличается от номера колонны на 30. Поэтому, зная номенклатуру листа карты, легко определить, к какой зоне он относится. Например, лист М-35 расположен в 5-й зоне (35-30=5), а лист К-29 — в 59-й зоне (29+30=59).
Концы (выходы) линий координатной сетки у рамки листа карты подписывают значениями их прямоугольных координат в километрах. Крайние на листе линии подписывают полными (четырёх-пятизначными) значениями зональных координат в километрах. Остальные же линии сетки подписывают двумя последними цифрами значений координат (сокращённые координаты).
Координата x (подписанная на вертикальных краях листа карты) выражает расстояние до экватора, а координата y (подписанная на горизонтальных краях листа карты) — номер зоны (первые одна или две цифры значения) и положение относительно центрального меридиана зоны (последние три цифры значения). Центральному меридиану зоны присваивается значение 500 км (так как ширина зоны не может превышать 668 км, трёхзначного числа достаточно, чтобы выражать координату y в её пределах). Например, точка с координатами x = 6216 и y = 7350 находится в 6216 км от экватора и в 150 км (500 − 350 = 150) к западу от базового меридиана 7-й зоны (39° в. д.).
Чтобы устранить затруднения с использованием координатных сеток, относящихся к соседним зонам, принято в пределах полос протяжением 2° долготы вдоль западной и восточной границ зоны показывать выходы линий координатной сетки не только своей зоны, но и ближайшей соседней.